# تصفيات إفريقيا تحت سنة 21 المؤهلة لكأس العالم
تصفيات أفريقيا تحت سنة 21 لكرة القدم 1977 هي أول تصفيات مؤهلة لكأس العالم تحت 20 سنة لكرة القدم.
تأهل كل من المنتخبين المغربي والإيفواري إلى بطولة العالم للشباب لكرة القدم 1977 التي أُقيمت في تونس.

## الدور النهائي
| فريق 1 | النتيجة | فريق 2     | المباراة 1 | المباراة 2 |
| ------ | ------- | ---------- | ---------- | ---------- |
| غينيا  | 0 - 4   | المغرب     | 0 - 1      | 0 - 3      |
| مصر    | 3-3 1   | ساحل العاج | 1 - 0      | 2 - 3      |

^ خرجت مصر احتجاجا على منح ركلة جزاء لساحل العاج

## المتأهلين لبطولة العالم للشباب
تأهل أفضل فريقين إلى بطولة العالم للشباب لكرة القدم 1977 بتونس.
- المغرب
- ساحل العاج

## روابط خارجية
- نتائج المباريات من آر إس إس إس إف